# Bloodlines (Zvezdna vrata SG-1)
Bloodlines je naslov epizode znanstveno-fantastične serije Zvezdna vrata, v kateri se razkrije skrivnost, ki jo je Teal'c zamolčal ekipi SC-1. Preden se je namreč pridružil posadki SG-1, je zamolčal skrivnost o svoji družini s Chulaka, saj se je bal, da bi izgubil zaupanje svojih novih kolegov. Zdaj je njegov sin Rya'c dopolnil leto, ko bo moral sprejeti ličinko Gou'aldov in postati njihov služabnik, kar hoče Teal'c preprečiti. Posadka SG-1 se odpravi na Chulak po ličinko, da bi jo natančno preučila. Kmalu spoznajo, da je Teal'cova družina izobčena. S pomočjo Teal'covega mentorja Bra-Taca uspejo najti Rya'ca in njegovo mati.